# LHC@home

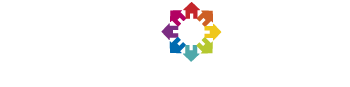

LHC@home은 버클리 네트워크 컴퓨팅을 위한 공개 기반(흔히 BOINC로 알려져 있다)에서 돌아가는 분산 컴퓨팅 프로젝트로, CERN혹은 유럽 원자핵 연구소의 거대 입자 가속기인 거대 하드론 충돌기를 유지 및 향상시키는 프로젝트이다. 프로젝트에서 나온 데이터는 기술자들이 가속기의 운전과 효율을 높이는데 도움을 줄 수 있다. 이 프로젝트는 CERN에게 자금 지원을 받지 않는 자원 봉사자에 의해 운영된다.
BOINC 사용자들은 이 프로젝트에 가입하는 것에 대해 이 프로젝트가 때때로 작업을 주는 것에 대해 고려하고 있다; 이 프로젝트는 LHC의 디자인과 보수에 매우 깊게 관련되어 있기 때문이다. 현재 이 프로젝트에는 아무런 작업유닛이 없으며, LHC가 가동하여 데이터를 모을 때까지는 아무런 작업 유닛이 없을 것이다.

### 프로젝트에 사용되는 소프트웨어
이 프로젝트에 사용되는 프로그램은 "SixTrack"로 불리는데, 이 프로그램은 Frank Schmidt가 만들었으며, 이 프로그램은 윈도우와 리눅스를 쓰는 BOINC 사용자가 사용할 수 있다. SixTrack은 27km 길이의 LHC의 입자가 가속되면서, 이 입자들의 궤도가 안정적인가를 시뮬레이션 한다.
- 하나의 작업 유닛에서는 60개의 입자들이 10만 혹은 100만 바퀴를 도는데, 이건 CPU시간으로 약 10초만에 끝나게 된다. 이걸 Sixtrack이라고 부른다.
- 이 궤도안정 데이터는 실제 가동시 입자가 벽에 코스를 벗어나 가속기의 벽에 부딪치는지에 대한 검출에 사용된다. 입자가 가속기의 벽에 부딪치게 되면, 가속기에 타격을 미치게 되고 수리를 해야된다.
- SixTrackbnl이란 새로운 실험적인 버전이 11월 초기에 시작되었다.
- Garfield이란 새로운 프로그램이 생겼지만, 이 프로그램은 많은 작업 유닛을 내놓지 않았으며, 나중에 사용될 것으로 보고 있다.